# Mołdawia na zimowych igrzyskach olimpijskich
Mołdawia wystartowała we wszystkich zimowych IO od igrzysk w Lillehammer w 1994 roku. Reprezentowana była przez 14 sportowców (10 mężczyzn i 4 kobiety)..

## Klasyfikacja medalowa
| Igrzyska            | Złoto | Srebro | Brąz | Razem |
| ------------------- | ----- | ------ | ---- | ----- |
| 1994 Lillehammer    | 0     | 0      | 0    | 0     |
| 1998 Nagano         | 0     | 0      | 0    | 0     |
| 2002 Salt Lake City | 0     | 0      | 0    | 0     |
| 2006 Turyn          | 0     | 0      | 0    | 0     |
| 2010 Vancouver      | 0     | 0      | 0    | 0     |
| Razem               | 0     | 0      | 0    | 0     |